# Hypognatha triunfo
Hypognatha triunfo (Levi, 1996) è un ragno appartenente alla famiglia Araneidae.

## Etimologia
Il nome della specie deriva dalla località brasiliana di rinvenimento degli esemplari: Triunfo

## Caratteristiche
L'olotipo femminile rinvenuto ha dimensioni: cefalotorace lungo 1,60mm, largo 1,14mm; opistosoma lungo 2,5mm, largo 2,5mm.

## Distribuzione
La specie è stata reperita nel Brasile meridionale: nei pressi di Triunfo, appartenente allo stato del Rio Grande do Sul.

## Tassonomia
Al 2014 non sono note sottospecie e dal 1996 non sono stati esaminati nuovi esemplari.